# EToro
eToro è una società multinazionale di social trading e investimenti multi-asset con sede legale nelle Isole Vergini Britanniche che si occupa di fornire servizi finanziari e di copy trading. La sede principale si trova nel Distretto Centrale di Israele; la società ha sedi a Cipro, nel Regno Unito, negli Stati Uniti, in Australia, alle Seychelles, in Germania e negli Emirati Arabi Uniti. Nel settembre 2024, eToro contava 38 milioni di utenti registrati e oltre 3,5 milioni di conti attivi.
All'inizio del 2025, la società ha presentato domanda di quotazione al Nasdaq. Il 14 maggio 2025, ha completato la sua IPO e ha quotato le sue azioni al Nasdaq con il simbolo ticker “ETOR”. Nel 2025 la valutazione della società era di 5,5 miliardi di dollari.

## Storia
Nasce a Tel Aviv nel 2007, inizialmente come RetailFX, dall'iniziativa dei fratelli Yoni e Ronen Assia e di David Ring.
Nel 2010 ha lanciato la piattaforma di investimenti Open Book, che comprende la funzionalità Copy Trader, permettendo agli investitori di cercare, seguire e copiare in modo automatico i trader di successo. In seguito, nello stesso anno ha introdotto la sua prima app per Android, per permettere agli utilizzatori di acquistare e vendere azioni via cellulare.
Tra il 2007 e il 2013, la società ha raccolto 31,5 milioni di dollari con quattro campagne di finanziamento. Nel dicembre del 2014 ha ottenuto 27 milioni di dollari da investitori in gran parte russi e cinesi. Tre anni dopo, a Dicembre 2017, eToro e CoinDash hanno stipulato un accordo di partnership per sviluppare un progetto di social trading basato su Blockchain. Ulteriori 100 milioni di dollari sono stati raccolti nel 2018, attraverso un'azione di finanziamento condotta su privati.
Complessivamente, oltre 222 milioni di dollari sono stati investiti nell'azienda da società d'investimento, come CommerzVentures, Spark Capital, SBI Holdings, la banca cinese Ping An Insurance, la società finanziaria statale russa Sberbank, Korea Investment Partners, BRM Group focalizzato sulla tecnologia, e China Minsheng Financial Holdings. Tra gli altri investitori Eli e Nir Barkat, Alona Barkat, Chemi Peres e Pitango VC fund, Digital Currency Group, Softbank, Betsy Z. Cohen, Eddy Shalev e Genesis Partners, Avner Stepak (Meitav Dash Investment House), Bracket Capital.
Nel 2013 ha aperto le porte agli investimenti in titoli azionari e CFD, con un'offerta iniziale di 110 prodotti azionari che in seguito è cresciuta fino a comprendere oltre 3.000 prodotti finanziari. Nello stesso anno ha aperto la filiale di Londra, autorizzata dalla FCA (Financial Conduct Authority), ha consentito a eToro di offrire i suoi servizi anche nel Regno Unito.
Nel 2014 ha aggiunto, a gennaio, Bitcoin al suo pacchetto di investimenti. Ad aprile la selezione di titoli azionari della società è stata ampliata con l'inserimento delle 130 aziende tedesche e inglesi che compongono gli indici DAX30 e FTSE100.
Nel 2017 eToro ha lanciato la sua funzione CopyPortfolio, che consente agli investitori di copiare i portafogli di investimento dai trader più performanti. La funzione utilizza parzialmente l'apprendimento automatico.
Nel 2018 eToro lancia un portafoglio digitale di criptovalute per Android e iOS. A maggio 2018, la società è entrato nel mercato degli Stati Uniti offrendo 10 criptovalute: Bitcoin, Ethereum, Litecoin, XRP, Dash, Bitcoin Cash, Stellar, Ethereum Classic, NEO, EOS.
Nel 2018 ha lanciato Gooddollar, una piattaforma online di ricerca che si propone di ridurre le disuguaglianze economiche, attraverso una forma di reddito di base universale, resa possibile dall'utilizzo della tecnologia Blockchain. Questa iniziativa è stata annunciata da Yoni Assia al Web Summit di Lisbona con 1 milione di dollari in finanziamenti dalla società.
Nel marzo 2019 ha acquisito la società danese Firmo, a tecnologia Blockchain, per una somma di denaro non resa pubblica. A settembre 2019 ha presentato Lira, un nuovo linguaggio di programmazione open source per i contratti finanziari. A novembre 2019, la società ha acquisito Delta, una società belga di applicazioni di criptaggio del portafoglio.
Nel 2019 ha nominato Alec Baldwin come ambasciatore del marchio negli Stati Uniti, promuovendo i propri prodotti di copyfund e criptovaluta.
Nel marzo 2021 ha annunciato il suo piano per diventare una società quotata in borsa attraverso una fusione controllata inversa da 10,4 miliardi di dollari con FinTech Acquisition Corp V (NASDAQ: FTCV), una Special Purpose Acquisition Company (SPAC) sostenuta dall'ex CEO di Bancorp Betsy Z. Cohen. La nuova società opererà come eToro Group Ltd e avrà un valore stimato implicito di 10,4 miliardi di dollari alla chiusura con 650 milioni di dollari di finanziamenti provenienti da investimenti privati in public equity (PIPE) da Softbank Vision Fund 2, Third Point, Fidelity Management, Wellington Management, ION Investment Group e Research Co. Tuttavia, a causa dell'instabilità del mercato e delle sfide interne alla SPAC, tra cui le “debolezze materiali” nei controlli finanziari, l'accordo è stato annullato a metà del 2022.
Nel 2020 ha acquisito Marq Millions, la divisione britannica di e-money, rinominandola eToro Money. La società ha inoltre ottenuto l'affiliazione primaria a Visa e la licenza electronic money institution (EMI) dalla Financial Conduct Authority. A dicembre 2021, la società ha lanciato sul mercato il servizio eToro Money, riservato ai residenti nel Regno Unito, che prevede l'emissione di una carta di debito VISA.
A dicembre 2021 ha modificato gli accordi con FinTech Acquisition Corp. V per estendere la data di terminazione del contratto di fusione al 30 giugno 2022. La valutazione SPAC è stata ridotta da 10, a 8,8 miliardi di dollari, a causa delle mutate condizioni di mercato e delle sfide che si prospettano per le SPAC.
Giovedì 13 aprile 2023, Twitter ha annunciato una partnership con eToro che offrirà agli utenti la possibilità di acquistare e vendere azioni e altre attività da eToro, ha dichiarato la società in esclusiva a CNBC.
Nel marzo 2024, la società ha annunciato di considerare New York o Londra come potenziali sedi per un'offerta pubblica iniziale (IPO).
Nel settembre 2024, eToro ha acquisito l'app australiana Spaceship per circa 55 milioni di dollari.
Il 14 maggio 2025, la società ha completato la sua offerta pubblica iniziale e ha quotato le sue azioni sul Nasdaq con il simbolo “ETOR”.

## Operazioni
I principali uffici di eToro sono a Limassol (Cipro), Londra (Regno Unito) e Tel Aviv (Israele). Uffici regionali si trovano a Sydney (Australia), Hoboken (New Jersey, Stati Uniti), Hong Kong e Pechino in Cina, Germania ed Emirati Arabi Uniti.
Questo broker è regolato dall'autorità CySEC nell'UE. È autorizzato dalla FCA nel Regno Unito, da FinCEN negli Stati Uniti e dall'ASIC in Australia. Quest'ultima, nel 2013, ha obbligato il broker al pagamento di una penale di 50000 € per alcuni illeciti rilevati nell'organizzazione e nella struttura operativa relativamente all'anno 2010..
La società ha riferito di operare in 75 Paesi e conta 38 milioni di utenti. A settembre 2024 la piattaforma annoverava 38 milioni di utenti e 3,5 milioni di conti alimentati.

## Attività recenti e sviluppi
Ad agosto 2018 ha annunciato un accordo di sponsorizzazione con sette squadre della Premier League del Regno Unito, tra cui Tottenham Hotspur, Brighton & Hove Albion, Cardiff City, Crystal Palace, Leicester City, Newcastle e Southampton. La collaborazione con la Premier League è continuata per il 2019-2020 con l'Aston Villa e l'Everton che si sono unite al Southampton, Tottenham Hotspur, Crystal Palace e Leicester City.
Nel 2019 ha siglato accordi di sponsorizzazione con il team americano KTM della MotoGP, l'Ultimate Fighting Championship, il tennista francese Gaël Monfils e la squadra di calcio tedesca Eintracht Frankfurt. Nel 2020 ha lanciato dodici nuovi accordi di sponsorizzazione con club sportivi britannici, tedeschi, francesi e danesi, tra cui West Bromwich Albion, Burnley, FC Augsburg, 1. FC Köln, Hamburger SV (2. Bundesliga), Union Berlin, VfL Wolfsburg, AS Monaco e Midtjylland. Nell'ottobre 2020, Rugby Australia ha annunciato che il broker sarebbe stato un Presenting Partner per la serie di rugby Tri Nations 2020, estendendo nel 2021 come partner principale per tre anni. Nel 2021 ha avviato anche una partnership con il team DS Techeetah di Formula E.
Nei primi mesi del 2023, a seguito delle richieste da parte della community gli utenti italiani, la società ha esteso la sua offerta di azioni reali (realstock) aggiungendo anche le azioni della Borsa Italiana a zero commissioni aggiutive